# Лопиш, Леонарду
Леона́рду Адели́ну да Си́лва Ло́пиш (порт. Leonardo Adelino da Silva Lopes; род. 30 ноября 1998, Лиссабон) — португальский футболист, полузащитник клуба «Гент».

## Клубная карьера
Футболом начинал заниматься в лиссабонских клубах «Санта-Ирия» и «Атлетико Повоенсе». В 14 лет перебрался в молодёжную академию английского клуба «Питерборо Юнайтед». 25 апреля 2015 года дебютировал в его составе в Первой английской лиге в матче с «Кроли Таун». Лопиш появился на поле на 66-й минуте вместо Джонатана Эдвардса, став одним из самых молодых футболистов, когда-либо представлявших команду в официальных матчах. 1 декабря подписал первый профессиональный контракт, рассчитанный на 2,5 года. В сезоне 2016/2017 стал игроком основы, приняв участие в 28 из 46 матчей чемпионата, в которых забил 2 мяча. В общей сложности за четыре сезона в составе «Питерборо» португалец принял участие в 108 встречах в различных турнирах и забил 4 мяча.
5 июня 2018 года перешёл в «Уиган Атлетик», подписав с клубом четырёхлетний контракт. Впервые появился на поле в Чемпионшипе 4 ноября в игре c «Лидс Юнайтед», выйдя на замену на 70-й минуте вместо Кэла Нейсмита. 31 января 2019 года на правах аренды до конца сезона отправился в клуб первой лиги — «Джиллингем», где сыграл в 14 матчах и забил 1 мяч.
В августе 2019 года перешёл в «Халл Сити», подписав контракт на три года. Дебютировал за основной состав «тигров» 17 августа в гостевой встрече с «Брентфордом», выйдя на поле после перерыва вместо американца Эрика Лихая. 14 февраля 2020 года забил первый мяч за клуб, отличившись на 6-й минуте матча со «Суонси Сити», завершившемся в итоге результативной ничьей 4:4. Всего на счету Лопиша 44 матча и два забитых мяча за «Халл». По итогам сезона клуб занял последнюю строчку в турнирной таблице и вылетел в Лигу один. В августе 2020 года португальцем заинтересовался новичок английской Премьер-лиги «Вест Бромвич Альбион». Стороны провели переговоры, но переход не состоялся.
10 сентября 2020 года подписал четырёхлетний контракт с бельгийским клубом «Серкль Брюгге». По оценке немецкого портала Transfermarkt сумма трансфера составила 2 миллиона евро. Дебютировал в чемпионате Бельгии 3 октября в матче с «Эйпеном», войдя в игру в середине второго тайма вместо Франка Кануте.

## Карьера в сборных
22 марта 2018 года дебютировал в составе молодёжной сборной Португалии в матче Элитной лиги с Германией, на 63-й минуте заменив Педру Нету.

## Статистика выступлений

### Клубная статистика
| Выступление       | Выступление      | Выступление      | Лига | Лига | Кубки | Кубки | Конт. кубки | Конт. кубки | Итого | Итого |
| Клуб              | Лига             | Сезон            | Игры | Голы | Игры  | Голы  | Игры        | Голы        | Игры  | Голы  |
| ----------------- | ---------------- | ---------------- | ---- | ---- | ----- | ----- | ----------- | ----------- | ----- | ----- |
| Питерборо Юнайтед | Лига один        | 2014/15          | 2    | 0    | 0     | 0     | 0           | 0           | 2     | 0     |
| Питерборо Юнайтед | Лига один        | 2015/16          | 8    | 0    | 0     | 0     | 0           | 0           | 8     | 0     |
| Питерборо Юнайтед | Лига один        | 2016/17          | 38   | 2    | 8     | 2     | 0           | 0           | 46    | 4     |
| Питерборо Юнайтед | Лига один        | 2017/18          | 39   | 0    | 13    | 0     | 0           | 0           | 52    | 0     |
| Питерборо Юнайтед | Итого            | Итого            | 87   | 2    | 21    | 2     | 0           | 0           | 108   | 4     |
| Уиган Атлетик     | Чемпионшип       | 2018/19          | 1    | 0    | 2     | 0     | 0           | 0           | 3     | 0     |
| Уиган Атлетик     | Итого            | Итого            | 1    | 0    | 2     | 0     | 0           | 0           | 3     | 0     |
| → Джиллингем      | Лига один        | 2018/19          | 14   | 1    | 0     | 0     | 0           | 0           | 14    | 1     |
| → Джиллингем      | Итого            | Итого            | 14   | 1    | 0     | 0     | 0           | 0           | 14    | 1     |
| Халл Сити         | Чемпионшип       | 2019/20          | 40   | 2    | 4     | 0     | 0           | 0           | 44    | 2     |
| Халл Сити         | Итого            | Итого            | 40   | 2    | 4     | 0     | 0           | 0           | 44    | 2     |
| Серкль Брюгге     | Лига Жюпиле      | 2020/21          | 1    | 0    | 0     | 0     | 0           | 0           | 1     | 0     |
| Серкль Брюгге     | Итого            | Итого            | 1    | 0    | 0     | 0     | 0           | 0           | 1     | 0     |
| Всего за карьеру  | Всего за карьеру | Всего за карьеру | 143  | 5    | 27    | 2     | 0           | 0           | 170   | 7     |